# 블란카 스타이코프
블란카 스타이코프(폴란드어: Blanka Stajkow, 1999년 5월 23일 ~ )는 폴란드의 가수, 모델이다. 2023 유로비전 송 콘테스트 폴란드 대표 참가자이다.